# Jöns Budde (Räk)
Jöns Budde (Räk), död 1469, var en svensk översättare. Han var munk av Birgittinorden i Vadstena kloster. 
Han var översättare till den korta versionen av Mechtilds uppenbarelser 1469; Själens Kloster 1480; Judits, Esters och Ruts böcker samt Machabeerböckerna 1484; samt troligen till Suso : Gudeliga snilles väckare, översatt i slutet av 1400-talet. 
Han var också författare till Holm A 58 (Jöns Buddes bok), skriven 1487-1491. 